# 美姑县
美姑县（羅馬化：mo ggu xiep）是中华人民共和国四川省凉山彝族自治州所辖的一个县。总面积2573平方公里，2020年11月1日常住人口238624人。
彝文全称“利木美姑”（羅馬化：Lipmu Moggu），意为“罗罗斯宣慰司宣慰使家尸体成堆的中央”，因罗罗斯宣慰司和西昌勒格阿史紫莫（土司）在此地展开武力冲突死伤众多而得名。

## 历史
清乾隆嘉庆时期，曾经自明朝统治美姑地区的利利、沙马、阿卓土司先后被黑彝家支逐出后实施封闭统治，外人难以进入，被西方人称为“独立倮倮”。1908年英国人布鲁克（清廷称卜乐克）在牛牛坝考察时被害。清宣统二年因布鲁克事件影响建立昭觉县，美姑大部分属昭觉县，实为黑彝家支统治。
中国人民解放军进驻昭觉后，1952年4月30日中华人民共和国中央人民政府政务院批准从原昭觉县、雷波县、马边县析出建置美姑县，县治所牛牛坝。是年8月，县治所改设甲谷。1956年5月24日又建置洪溪县。1959年6月，洪溪县并入美姑县，同时改属凉山彝族自治州。

## 地理
美姑县主要山脉和河流大致为南北走向。县西部为连渣果峨山（又译作年渣果火山）和越西县接壤，中北部阿米特洛（又称阿密特罗）和甘洛、峨边县接壤，东部为大凉山黄茅埂和马边、雷波县接壤，以此间分别形成西部的连渣洛河谷、中部小清河河谷、东部美姑河谷。美姑河在县城转向西南，在纳入小清河及连渣洛河后在牛牛坝镇转向向东南方向改成溜筒河后汇入金沙江；县北部为瓦侯能和（又称挖黑山）和峨边县接壤，东北部的瓦侯河流入马边河，归属岷江水系。

## 行政区划
美姑县辖7个镇、11个乡：
巴普镇、洪溪镇、新桥镇、牛牛坝镇、拉马镇、候播乃拖镇、候古莫镇、觉洛乡、井叶特西乡、合姑洛乡、典补乡、九口乡、洛俄依甘乡、柳洪乡、峨曲古乡、龙门乡、洒库乡和瓦候乡。

## 交通
- 348国道过境。